# Unidade Galega (partido)
Unidade Galega (UG, Unidad Gallega) fue un partido político español de ámbito gallego y orientación nacionalista gallego de izquierdas formado en 1991. Era el heredero del PSG-EG y su líder era Camilo Nogueira Román.
En las elecciones autonómicas de 1993 se presentó en coalición con Esquerda Unida obteniendo un mal resultado, al no obtener representación parlamentaria. El 27 de junio de 1994 acordó integrarse en el Bloque Nacionalista Galego. En su V Congreso Nacional, que se celebró el 20 de septiembre de 2003, decidió autodisolverse como partido político y constituirse en corriente de opinión dentro del BNG.

## Resultados electorales

### Elecciones generales españolas
| Fecha  | Cabeza de lista                                         | Votos                                                   | %                                                       | Escaños                                                 |
| ------ | ------------------------------------------------------- | ------------------------------------------------------- | ------------------------------------------------------- | ------------------------------------------------------- |
| 1993 a | Francisco Villanueva Gonzalez                           | 74 605                                                  | 4,71                                                    | 0/26                                                    |
| 1996   | Dentro de la candidatura del Bloque Nacionalista Galego | Dentro de la candidatura del Bloque Nacionalista Galego | Dentro de la candidatura del Bloque Nacionalista Galego | Dentro de la candidatura del Bloque Nacionalista Galego |
| 2000   | Dentro de la candidatura del Bloque Nacionalista Galego | Dentro de la candidatura del Bloque Nacionalista Galego | Dentro de la candidatura del Bloque Nacionalista Galego | Dentro de la candidatura del Bloque Nacionalista Galego |

a En coalición con Esquerda Unida.

### Elecciones al Parlamento de Galicia
| Fecha  | Candidato                                               | Votos                                                   | %                                                       | Diputados                                               |
| ------ | ------------------------------------------------------- | ------------------------------------------------------- | ------------------------------------------------------- | ------------------------------------------------------- |
| 1993 a | Camilo Nogueira Román                                   | 44 902                                                  | 3,09                                                    | 0/75                                                    |
| 1997   | Dentro de la candidatura del Bloque Nacionalista Galego | Dentro de la candidatura del Bloque Nacionalista Galego | Dentro de la candidatura del Bloque Nacionalista Galego | Dentro de la candidatura del Bloque Nacionalista Galego |
| 2001   | Dentro de la candidatura del Bloque Nacionalista Galego | Dentro de la candidatura del Bloque Nacionalista Galego | Dentro de la candidatura del Bloque Nacionalista Galego | Dentro de la candidatura del Bloque Nacionalista Galego |

a En coalición con Esquerda Unida.